# Dinosaur World
Dinosaur World (с англ. — «Мир динозавров») — компьютерная игра в жанре симулятора жизни, разработанная британской студией Asylum Entertainment и изданная BBC Imagineering на PC-совместимые компьютеры под Windows. Игра вышла в 2001 году и доступна для скачивания на сайте BBC. Проект так и не достиг финальной версии, оставшись в бета-стадии.
Игра создана по мотивам научно-популярного телесериала «Прогулки с динозаврами», и представляет собой спин-офф второго эпизода «Время титанов», а также спецвыпуска «Баллада о Большом Але». Основной целью игрового процесса Dinosaur World, является наблюдение за дикой природой юрского периода на большой открытой игровой карте.

## Игровой процесс
Dinosaur World является компьютерной образовательной игрой в жанре симулятора жизни с элементами песочницы. Игровой процесс похож на полуинтерактивный документальный фильм о дикой природе, где основная цель — это наблюдение за доисторическим миром юрского периода, в частности за динозаврами. Игрок, управляя камерой от первого лица, должен найти и изучить всех существ и объекты, размещенных на пяти разных локациях открытого мира. Периодически на локациях происходят события, с которыми игрок может ознакомиться после получения уведомления. Присутствует внутриигровой рассказчик, который описывает найденные цели, по мере приближения к ним, и комментирует происходящие рядом события. В игровом инвентаре, названном «Электронным полевым руководством» (англ. Electronic Field Guide), размещены карта с пометками, описание задач и обнаруженных находок, а также прочие подсказки. Имеются специальные «телекамеры», которые игрок может в ограниченном количестве свободно размещать по всей карте и на динозаврах, а после, быстро переключаться между ними, наблюдая за происходящим. Также при приближении к животному можно сменить вид камеры и наблюдать за ним со стороны. Как только игрок выполнит все требуемые задачи на всех локациях, открывается бонусный уровень, на котором он может сам размещать динозавров и смотреть, как они взаимодействуют между собой.
Dinosaur World является официальной игрой во вселенной франшизы «Прогулки с…» (англ. Walking with…) и создана по мотивам научно-популярного сериала «Прогулки с динозаврами» от BBC, представляет собой спин-офф. В игре воссозданы многие сцены оригинального телесериала, в частности из второго эпизода «Время титанов» (англ. Time of the Titans), а также спецвыпуска «Баллада о Большом Але» (англ. The Ballad of Big Al), также игра предлагает ряд новых событий для изучения.

## Игровой мир

### Локации

Игровая карта в «Электронном полевом руководстве» с пометками, описанием задач и обнаруженных находок. Каждая локация в игре отображает различный биом

Действие игры происходит на территории Северной Америки в верхнем юрском периоде, около 145 миллионов лет назад, в начале сухого сезона. Игроку для исследования доступна открытая карта с несколькими локациями. Игра начинается на краю уровня Мшистая равнина (англ. Mossy Plain) — прерии с произрастающими там араукариями, древовидными папоротниками и населённую стадами зауроподов. Через горные перевали можно попасть на другие уровни. Пустыня (англ. Desert) богата на саговник, там обитают птерозавры и несколько диплодоков, на которых охотятся хищный аллозавр. На юге карты живут стегозавры, один из которых застрял в грязевом болоте и умер. Через некоторое время в пустыне происходит падение маленького метеорита, а один из аллозавров, привлечённый разлагающимся трупом стегозавра, попадает в «ловушку для хищников». В каньоне на локации Высохшая река (англ. Dry Riverbed), можно найти следы динозавров, а в глубине долины находится самка аллозавра, пожирающая молодого диплодока. Позже юный самец бросит ей вызов за добычу, серьезно ранив её в последующем бою. К югу от равнин прерий, расположен Лес (англ. Forest) из секвой и древовидных папоротников. В лесу находится гнездо с яйцами аллозавра, а рядом можно услышать звуки издаваемые орнитолестом, который позднее вместе с ящерицами разорит гнездо, что разозлит пришедшую опосля мать. Из леса, через извилистую сталактитовую пещеру, имеется проход в потухший вулкан — Кратер (англ. Crater). Эта область состоит из большого термального озера, окруженного тёплым пляжем и разрушенными уступами вулканического кратера. Там растут беннеттитовые и живут только насекомые — стрекозы и мухи.
Как только игрок сделает все задачи на открытой территории, в пустыне произойдёт оползень позволяющий подняться по скалистому уступу и переместиться на птерозавре в секретную зону — Солёное озеро (англ. Salt Lake). Бонус-уровень, это дно высохшего солёного озера, где игроку даётся возможность самостоятельно размещать динозавров (диплодоков и аллозавров), наблюдать за их поведением и за охотой хищников на травоядных.

### Цели для изучения
Основная цель игрока в Dinosaur World, это выполнение 26 задач, по завершении которых будет получен доступ к бонус-уровню. Игрок должен изучить 10 видов организмов юрского периода, а также осмотреть 16 достопримечательных мест. В игре представлено по 5 видов животных и растений, которых требуется найти. Присутствуют и неназванные виды, необязательные для обнаружения: в лесу упоминается и можно услышать орнитолеста (Ornitholestes hermanni), а в кратере лежит скелет доисторического млекопитающего, которым мог быть фрутафоссор (Fruitafossor windscheffeli). Также под деревьями в лесу растут неопознанные растения, такие как папоротники и хвощи.
Виды животных и растений
| Животные: - Аллозавр (Allosaurus fragilis) - Диплодок (Diplodocus longus) - Стегозавр (Stegosaurus) - Рамфоринх (Rhamphorhynchus muensteri) — назван как «птерозавр»; - Разнокрылая стрекоза (Anisoptera) | Растения: - Араукария (Araucaria) — прозвана «обезьяньим деревом» - Древовидные папоротники (Dicksonia) - Саговник (Cycas) - Секвойя (Sequoia) — упоминается как «красное дерево»; - Беннеттитовые (Cycadeoideaceae) |

Вместе с тем, по пяти игровым локациям разбросаны достопримечательности, именуемые «Особенностями» (англ. Features). Это различные геологические образования и прочие объекты, количество которых варьируется от области к области.
| Локация                             | «Особенность»                             | Описание                                                                                  |
| ----------------------------------- | ----------------------------------------- | ----------------------------------------------------------------------------------------- |
| Мшистая равнина (англ. Mossy Plain) | Небольшие водоёмы (англ. Tiny Pools)      | Несколько прудов с застойной водой, единственный источник воды в прерии в сухой сезон.    |
| Мшистая равнина (англ. Mossy Plain) | Скалистое обнажение (англ. Rocky Outcrop) | Обнаженные участки скал подвергшихся эрозии почвы.                                        |
| Мшистая равнина (англ. Mossy Plain) | Фумарола (англ. Fumarole)                 | Трещина, из которой выходят раскаленные газы и пар в результате вулканической активности. |
| Пустыня (англ. Desert)              | Кости (англ. Bones)                       | Останки большого скелета, беспорядочно лежащие на песке.                                  |
| Пустыня (англ. Desert)              | Остатки саговника (англ. Cycad Remains)   | Куски стволов саговника, сломанные кормящимся диплодоком.                                 |
| Пустыня (англ. Desert)              | Зыбучий песок (англ. Quicksand)           | Грязевое болото, являющееся «ловушку для хищников» в котором находится труп стегозавра.   |
| Пустыня (англ. Desert)              | Скальные арки (англ. Rocky Arches)        | Две скалистые арки, вымытые ветровой эрозией.                                             |
| Высохшая река (англ. Dry Riverbed)  | Следы динозавра (англ. Dinosaur Tracks)   | Ряд из нескольких следов, оставленных в грязи зауроподом и тероподом.                     |
| Высохшая река (англ. Dry Riverbed)  | Небольшой водопад (англ. Low Waterfall)   | Стекающая по скальному уступу вода, под которой на земле образовались видимые слои мха.   |
| Лес (англ. Forest)                  | Упавшее дерево (англ. Fallen Tree)        | Внушительный ствол секвойи, поваленный во время бури.                                     |
| Лес (англ. Forest)                  | Гнездо аллозавра (англ. Allosaurus Nest)  | Гнездо из кучи земли и листьев, в котором хранятся яйца аллозавра.                        |
| Лес (англ. Forest)                  | Пещера (англ. Tunnel)                     | Вход в скалистый проход, ведущий в кратер потухшего вулкана.                              |
| Лес (англ. Forest)                  | Сталактиты (англ. Stalactites)            | Скопление сталактитов на своде пещеры.                                                    |
| Кратер (англ. Crater)               | Испарения (англ. Steam)                   | Облака пара выходящие из активного термального озера.                                     |
| Кратер (англ. Crater)               | Мухи (англ. Flies)                        | Рой мух над остатками небольшого доисторического млекопитающего.                          |
| Кратер (англ. Crater)               | Кости млекопитающего (англ. Mammal Bones) | Скелет маленького млекопитающего, лежащий на берегу озера в кратере.                      |

## Разработка
| Системные требования | Системные требования                             | Системные требования                              |
| -------------------- | ------------------------------------------------ | ------------------------------------------------- |
|                      | Минимальные                                      | Рекомендуемые                                     |
| Wintel               |                                                  |                                                   |
| ОС                   | Windows 98, Windows 2000, Windows XP и выше      | Windows 98, Windows 2000, Windows XP и выше       |
| ЦПУ                  | Pentium II с 333 МГц                             | Pentium II с 533 МГц                              |
| Объём ОЗУ            | 64 МБ                                            | 128 МБ                                            |
| Место на диске       | 50 МБ                                            | 50 МБ                                             |
| Видеокарта           | DirectX 8.1-совместимая видеокарта c 8 МБ памяти | DirectX 8.1-совместимая видеокарта c 16 МБ памяти |
| Звуковая плата       | Звуковая карта                                   | Звуковая карта                                    |
| Устройства ввода     | Компьютерная клавиатура и мышь                   | Компьютерная клавиатура и мышь                    |

Игра разработана в 2001 году британской студией Asylum Entertainment и издана BBC Imagineering. Она построена на трёхмерном игровом движке Q версии 1.0 от компании Qube Software. Искусственный интеллект у внутриигровых существ, достаточно проработанный и симулирует реалистичное поведение динозавров, позволяя им взаимодействовать между собой. Так травоядные динозавры — диплодоки и стегозавры, перемещаются по локации и питаются, в то же время хищные аллозавры охотятся на зауроподов и периодически атакуют их, а те в свою очередь отбиваются. Также стрекозы реагируют на игрока, взлетая с ветки при приближении к ним. Для придания аутентичности игре, звуки издаваемые динозаврами в Dinosaur World использованы из оригинального сериала «Прогулки с динозаврами».
Игра распространяется как бесплатное программное обеспечение и доступна только на PC под управлением операционной системы Windows. Формально, проект так и не достиг финальной версии, оставшись прототипом в бета-стадии. Точная дата оригинального релиза игры остаётся неясна, так по данным Qube Software, это июнь 2001 года, а по информации с сайта разработчика Asylum Entertainment, декабрь 2001 года. 3 июля 2006 года появилась официальная страница Dinosaur World на сайте BBC, где стал доступен для скачивания установочный файл в двух вариантах: стандартной версии и версии для слабых компьютеров. Из-за незавершенности проекта, в игре иногда встречаются некритические программные ошибки, не особо влияющие на игровой процесс.